# Mistrzostwa Unii Europejskiej w Boksie 2008
Mistrzostwa Unii Europejskiej w Boksie 2008 – były 6. edycją mistrzostw Unii Europejskiej w boksie mężczyzn, które odbyły się w polskim mieście Cetniewo, w dniach 15–22 czerwca 2008. Tabelę medalową wygrali pięściarze z Anglii, którzy sięgnęli po 4 złote medale.

## Medaliści
| Kat. wagowa                    |                    |                |                                  |
| ------------------------------ | ------------------ | -------------- | -------------------------------- |
| Waga papierowa (– 48 kg)       | Pál Bedák          | Paddy Barnes   | Łukasz Maszczyk                  |
| Waga musza (– 51 kg)           | Rafał Kaczor       | Khalid Yafai   | Rédouane Asloum Vincenzo Picardi |
| Waga kogucia (– 54 kg)         | John Joe Nevin     | Mateusz Mazik  | Rafael Pujol Hafid Bouji         |
| Waga piórkowa (– 57 kg)        | David Joyce        | Mirsad Ahmeti  | Michał Chudecki Hicham Ziouti    |
| Waga lekka (– 60 kg)           | Thomas Stalker     | Miklós Varga   | Artur Schmidt Rachid Azzedine    |
| Waga lekkopółśrednia (– 64 kg) | Frankie Gavin      | Gyula Káté     | Mustafa Doğan Marcin Łęgowski    |
| Waga półśrednia (– 69 kg)      | Billy Joe Saunders | Dieter Döhl    | Xavier Noël Mariusz Koperski     |
| Waga średnia (– 75 kg)         | Darren Sutherland  | James DeGale   | Ömer Aydoğan Stefan Härtel       |
| Waga półciężka (– 81 kg)       | Kenneth Egan       | Tony Jeffries  | Imre Szellő Caner Sayak          |
| Waga ciężka (– 91 kg)          | Ilias Pavlidis     | Con Sheehan    | Vahagn Sahakyan Warren Baister   |
| Waga superciężka (+ 91 kg)     | David Price        | István Bernáth | Samet Keskin Krzysztof Głowacki  |

## Tabela medalowa
| Poz. | Państwo   |    |    |    | Łącznie |
| ---- | --------- | -- | -- | -- | ------- |
| 1    | Anglia    | 4  | 3  | 1  | 8       |
| 2    | Irlandia  | 3  | 2  | 0  | 5       |
| 3    | Węgry     | 1  | 3  | 1  | 5       |
| 4    | Polska    | 1  | 1  | 5  | 7       |
| 5    | Grecja    | 1  | 0  | 0  | 1       |
| 5    | Walia     | 1  | 0  | 0  | 1       |
| 7    | Niemcy    | 0  | 1  | 4  | 5       |
| 8    | Chorwacja | 0  | 1  | 0  | 1       |
| 9    | Francja   | 0  | 0  | 4  | 4       |
| 9    | Turcja    | 0  | 0  | 4  | 4       |
| 11   | Włochy    | 0  | 0  | 1  | 1       |
| 11   | Hiszpania | 0  | 0  | 1  | 1       |
|      | Łącznie   | 11 | 11 | 21 | 43      |